# Джет Лі
Джет Лі, справжнє ім'я Лі Ляньцзє (англ. Jet Li, кит. трад. 李連杰, спр. 李连杰, піньїнь: Lǐ Liánjié; нар. 26 квітня 1963, Пекін) — китайський кіноактор, колишній чемпіон ушу. Володар Гонконзької кінопремії 2008 року в номінації «Найкращий актор» за роль генерала Пан Цін'юня у фільмі «Полководці».

## Біографія
Лі пішов до школи в восьмирічному віці і був найстаршим у своєму класі. Він подобався вчителям, тому що часто допомагав проводити уроки фізичної культури. Після першого класу Джета (як і всіх інших учнів) на літо відправили в спортивний табір, де він почав вивчати ушу. Пізніше Лі визнавав, що потрапив у секцію ушу не цілеспрямовано, а зовсім випадково. Після канікул всіх дітей розпустили, а Джету — єдиному з ровесників — настійливо рекомендували продовжувати вивчення ушу. З цього моменту тренування стають щоденними. Пройшовши декілька етапів відбору, в 1972 році він потрапив на національний чемпіонат з ушу та здобув приз «Найкращий майстер». Після цієї перемоги його звільнили від занять у звичайній школі, і більшу частину часу Лі став проводити в спортзалі, удосконалюючи свою майстерність.

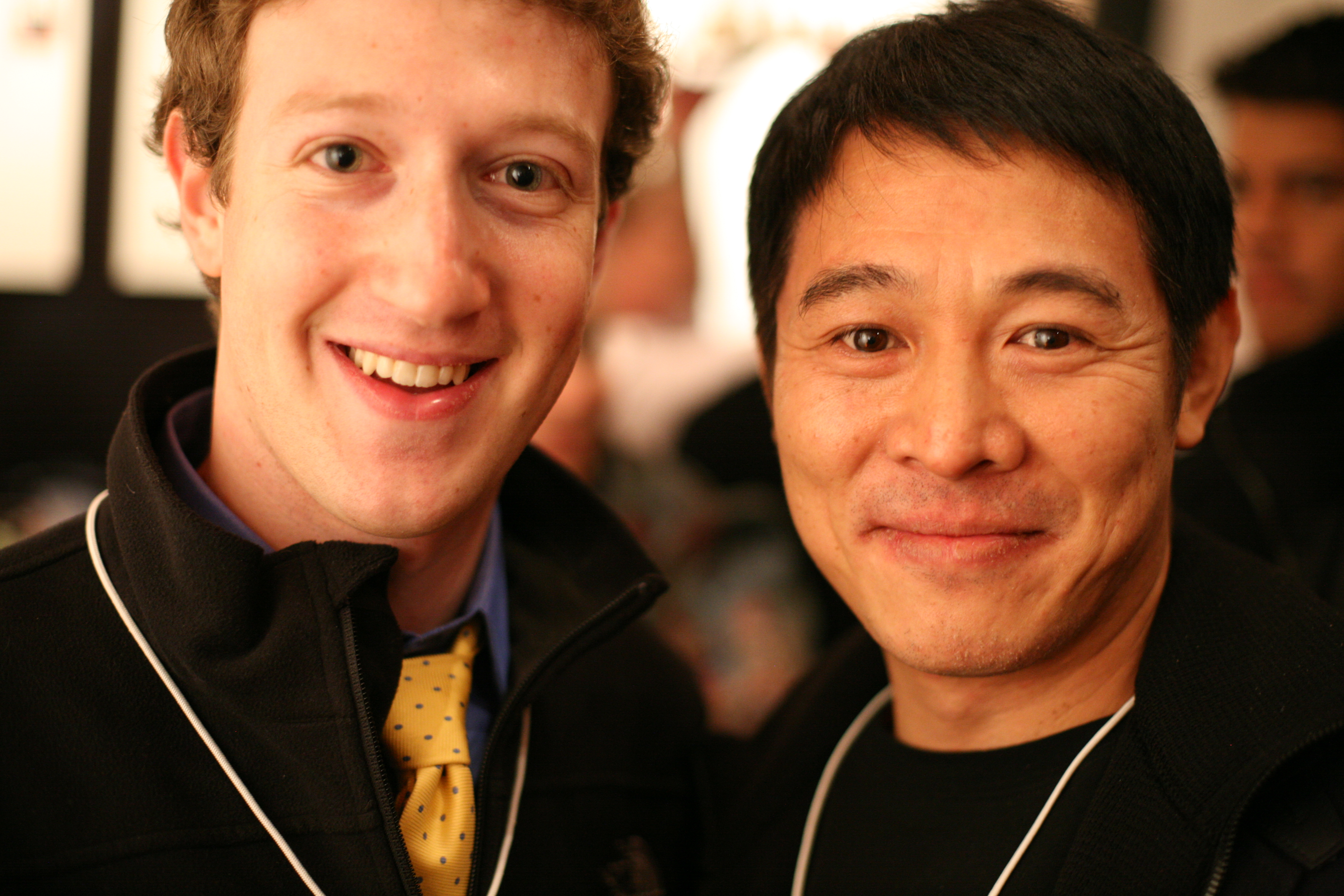

У 1974 році в Китаї провели новий етап вибору серед спортсменів ушу, вибирали найкращих серед найкращих. В підсумку була створена Національна збірна країни з ушу, в яку увійшли 30 осіб, разом з Джетом Лі. Команді доручили представляти КНР в США. Ця поїздка, за визнанням самого Джета, займає особливе місце в його житті. Перед відрядженням з усіма спортсменами провели докладний інструктаж — що можна робити в Штатах, а чого не рекомендується. Зокрема, попередили про можливе прослуховування номерів і стеження. Потрібно зазначити, що в США Лі намагався перевірити наявність «жучків» самостійно: коли він був у номері американського готелю, він по черзі підходив до вази, дзеркала, телефона і гучно говорив, що хоче шоколаду, морозива і фруктів. На деякий час Джет залишав номер, а коли повертався, то бачив, що на столі лежить все, що він попросив. У поїздці по США китайських атлетів опікали десятки агентів ЦРУ, співробітників Державного департаменту і поліцейських. Виступи Лі були відзначені самим президентом Річардом Ніксоном. Побачити розкішне життя людей на заході — стало для Джета культурним шоком; спілкуючись з американцями, він помітив, що вони приязні і навряд чи можуть бути ворогами. З цього часу його світосприйняття почало змінюватися.
Коли Джет повернувся на батьківщину, то взяв участь у першому Національному чемпіонаті з ушу серед юнаків (1974). Він здобув перше місце в багатоборстві і комплексам з мечем дао. Джета Лі почали тренувати найкращі майстри бойових мистецтв у Китаї. У 1975 році, у віці 12 років, Лі відправили на відбірковий турнір до Третього національного чемпіонату з ушу. Він переміг одразу в п'яти дисциплінах із п'яти можливих (суперниками були дорослі спортсмени). В тому ж році Джет Лі завоював чотири золоті медалі і на самому Третьому чемпіонаті в Пекіні (багатоборство, комплекс без зброї, комплекс зі списом і комплекс з мечем дао).
У 1976–1977 роках китайська збірна здійснила світове турне: спортсмени демонстрували в різних країнах прийоми ушу. Джета Лі, як «перевірену» людину і відомого спортсмена, влада Китаю почала запрошувати на державні бенкети і зустрічі з іноземними делегаціями. Виїзні показові виступи також проводилися в Великій Британії в 1979 році.
У 1977 році на Національних змаганнях з ушу Джет Лі посів перше місце з комплексу з мечем дао, а також був недосяжним серед послідовників стилю «довгий кулак». У 1978 році Джет Лі знову став золотим призером (по багатоборству, комплексу без зброї і комплексу з мечем дао). У 1979 році на Четвертому китайському чемпіонаті з ушу переміг в багатоборстві, стилі «довгий кулак», комплексі без зброї, комплексі з мечем дао і показових поєдинках.

## Кар'єра в кіно

### 1980—1990 роки
В кіноіндустрію Джета Лі запросили в 18-річному віці. На екрани він потрапив як раз завдяки своїм ефектним досягненням у спорті. На змаганнях з ушу його помітили режисери і запропонували зніматися, обіцяючи зробити з нього другого Брюса Лі. Перша (і відразу головна і помітна) роль у фільмі «Храм Шаоліня» (1982). Фільм мав великий успіх і на цій хвилі було знято ще два сиквели — «Храм Шаоліня 2: Діти Шаоліня» (1983) і «Храм Шаоліня 3: Північний і Південний Шаолінь» (1986). Остання, третя серія, в 1989 році уривками транслювалася на радянському телебаченні в альманасі «Навколо Світу» (тут він йшов під назвою «Бойові мистецтва Шаоліня»). Після зйомок в шаоліньській трилогії Лі і отримав прізвисько «Джет» (англ. Jet) — «реактивний».

### 1990—2000 роки
Наступні помітні кінострічки за участю Джета Лі — серія фільмів «Одного разу в Китаї» (1991), «Одного разу в Китаї 2» (1992) і «Одного разу в Китаї 3» (1993). Там він зіграв роль народного китайського героя-визволителя, майстра кунг-фу і цілителя Вон Фейхуна. Техніка завдання ударів, якість виконання трюків і їх видовищність ставлять цю кінотрилогію в ряд найвидатніших фільмів про східні єдиноборства.
Також треба відзначити фільми «Легенда» (1993) і «Легенда 2» (1993), де Джет Лі виконав роль молодого майстра кунг-фу Фон Сайюка (Фан Шиюй). Ці дві кінострічки зняті в найкращих традиціях фільмів про східні єдиноборства і вважаються класикою гонконзького кіно. Ще один фільм — «Кулак легенди» (1994) — своєрідний рімейк «Кулака люті» Брюса Лі (сюжети дуже схожі).
В 1998 році, вже маючи велику популярність в Азії, Європі та Америці, Джет Лі дебютує в Голлівуді. Його запрошують на роль «поганого хлопця» в блокбастер «Смертельна зброя 4» (Джет Лі перший раз зіграв негативного героя).

### 2000— теперішній час
Далі він знімається у низці успішних стрічок: «Ромео повинен померти» (2000), «Поцілунок дракона» (2001), «Протистояння» (2001), «Герой» (2002), «Від колиски до могили» (2003), «Денні — пес» (2005), «Безстрашний» (2006), «Війна» (2007).
Останні роботи — «Заборонене царство» (2008), де Джет Лі вперше знявся в дуеті з другим культовим актором Джекі Чаном, а також чергова серія пригодницького фільму «Мумія: Гробниця імператора-дракона».
Цікаво, що в Голлівуді Джету Лі пропонували знятися в кінотрилогії «Матриця», а також у фільмі «Тигр, що підкрадається, дракон, що зачаївся», але актор відмовився. Як він сам неодноразово пояснював в різних інтерв'ю, зробив він це тому, що обіцяв дружині — якщо вона буде чекати дитину — буде залишатися з нею аж до її народження і не буде працювати. Пропозиція від Енга Лі знятися в «Тигр, що крадеться, дракон, що причаївся» надійшла якраз тоді, коли дружина Лі завагітніла. Так Джет Лі дотримався свого слова. Стосовно «Матриці», то Джет Лі вирішив, що його присутність і майстерність там не знадобиться, бо в комп'ютеризованому блокбастері зможуть знятися і звичайні актори.
У недавньому інтерв'ю Abacus News Лі розповів, що причина, через яку він відмовився від ролі Серафима у фільмі 2003 року «Перезавантаження матриці», була пов'язана з історією, що застерігає, про технології, проти якої застерігала франшиза «Матриця». Він не хотів, щоб голлівудські продюсери фільму «володіли» його прийомами в бойових мистецтвах як інтелектуальною власністю і, можливо, відтворювали їх у цифровому вигляді з обличчям іншої людини: Після того, як Лі відмовився від «Матриці», роль Серафа дісталася тайванському актору та майстру бойових мистецтв Колліну Чоу, який зіграв персонажа у «Матриці: перезавантаження» та «Матриця Революція».

## Особисте життя
Джет Лі є послідовником тибетського буддизму. Достовірно відомо, що він як мінімум один раз особисто зустрічався з Далай-ламою. У 2007 році Лі публічно заявив, що не є прихильником незалежності Тибету, пояснивши, що якщо людина поділяє релігійні погляди Далай-лами, він не зобов'язаний точно наслідувати політичні погляди.
В 1987 році Джет Лі одружився зі спортсменкою Хуан Цюянь (англ. Huang Qiuyan), яка разом з ним виступала в китайській збірній по ушу, а також знімалася у фільмі «Храм Шаоліня». У шлюбі були народжені 2 дочки. В 1990 році пара розлучилася.
В 1999 році Джет Лі одружився повторно. Його обраною стала гонконзька актриса Ніна Лі Чі (англ. Nina Li Chi). Пара виховує 2 дітей: Джейн (народилася в 2000 році) і Джаду (2002).
У 2004 році Джет Лі з дочкою відпочивав на Мальдівах, коли вдарило цунамі в південно-східній Азії. Спочатку вважалося, що Лі загинув під час катаклізму, але пізніше з'ясувалося, що він лише пошкодив ногу, коли рятував дочку з вестибюля готелю.
Джет Лі займається доброчинною діяльністю і є послом організації Червоний хрест.

## Фільмографія
| Фільми | Фільми                                        | Фільми | Фільми | Фільми                                        |
| Рік    | Українською мовою                             | Англійською мовою | Оригінальна назва                                                                                              | Роль                                          |
| ------ | --------------------------------------------- | --- | --- | --------------------------------------------- |
| 1982   | Храм Шаоліня                                  | Shaolin Temple | 少林寺 (Shǎolín sì)                                                                                            | Чі Юань                                       |
| 1984   | Храм Шаоліня 2: Діти Шаоліня                  | Shaolin Temple 2: The Kids of Shaolin                                                                                                  | 少林小子 (Shǎolín xiǎozi)                                                                                      | Сан Лун                                       |
| 1986   | Народжений захищати                           | 1. Born to Defend (Австралія) 2. Born to Defense (США)                                                                                 | 中華英雄 (Zhōnghuá yīngxióng, дослівно «Китайський герой»)                                                     | Джет (також режисер)                          |
| 1986   | Храм Шаолінь 3: Північний і Південний Шаолінь | 1. Shaolin Temple 3: Martial Arts of Shaolin 2. Martial Arts of Shaolin                                                                | 南北少林 (Nánběi Shàolín, дослівно «Південний і північний Шаолінь»)                                            | Чжи Мін                                       |
| 1989   | Битва дракона                                 | Dragon Fight | 龍在天涯 (Lóng zài tiānyá, «Дракон у кінці світу»)                                                             | Джиммі Лі                                     |
| 1989   | Віртуоз                                       | The Master | 龍行天下 (Lóng xíng tiānxià, «Дракон виходить у світ»)                                                         | Джет                                          |
| 1991   | Одного разу в Китаї                           | Once Upon a Time in China | 黃飛鴻 (Huáng Fēihóng, «Вон Фейхун»)                                                                           | Вон Фейхун                                    |
| 1992   | Одного разу в Китаї 2                         | Once Upon a Time in China II | 黃飛鴻之二男兒當自强 (Huáng Fēihóng zhī èr: nán'ér dāng zìqiáng, «Вон Фейхун 2: Чоловіки мають бути сильними») | Вон Фейхун                                    |
| 1992   | Віртуоз 2                                     | 1. Swordsman II 2. The Legend of the Swordsman (США)                                                                                   | 笑傲江湖之東方不敗 (Xiào ào jiānghú: zhī dōngfāng bùbài, «Мечник: Непереможний Схід»)                          | Лін Хучун / Лін Вучхун                        |
| 1993   | Два воїни                                     | 1. Tai Chi Master 2. Twin Warriors (США)                                                                                               | 太極張三豐 (Tàijí: Zhāng Sānfēng)                                                                              | Чжан Саньфен (також продюсер)                 |
| 1993   | Легенда                                       | The Legend | 方世玉 (Fāng Shìyù, «Фан Шию»)                                                                                 | Фан Шию / Фонг Сай Юк (також продюсер)        |
| 1993   | Легенда 2                                     | The Legend II | 方世玉續集 (Fāng Shìyù xùjí, «Фан Шию: Продовження»)                                                           | Фан Шию / Фонг Сай Юк (також продюсер)        |
| 1993   | Служителі зла                                 | 1. Kung Fu Cult Master 2. The Evil Cult (США) 3. Lord of the Wu Tang 4. Kung Fu Master                                                 | 倚天屠龍記之魔教教主 (Yǐtiān tú lóngjì zhī: Mó jiào jiàozhǔ)                                                   | Чанг Мо Кей (також продюсер)                  |
| 1993   | Одного разу в Китаї 3                         | 1. Once Upon a Time in China III 2. The Invincible Shaolin                                                                             | 黃飛鴻之三：獅王争霸 (Wong Fei Hung III: Si wong jaang ba)                                                     | Вонг Фей Хун                                  |
| 1993   | Стальні кігті                                 | 1. Last Hero in China 2. Claws of Steel 3. Deadly China Hero                                                                           | 黃飛鴻之鐵雞斗蜈蚣 (Wong Fei Hung V: Tit gai dau ng gung)                                                      | Вонг Фей Хун (також продюсер)                 |
| 1994   | Захисник                                      | 1. The Bodyguard from Beijing 2. The Defender                                                                                          | 中南海保鑣 (Chung Nam Hoi bo biu)                                                                              | Алан Хуей Чінг Енг/Джон Чанг (також продюсер) |
| 1994   | Кулак легенди                                 | Fist Of Legend | 精武英雄 (Jing wu ying xiong)                                                                                  | Чень Цзен (також продюсер)                    |
| 1994   | Легенда про червоного дракона                 | 1. The New Legend of Shaolin 2. Legend of the Red Dragon                                                                               | 洪熙官之少林五祖 (Hung Hei Kwun: Siu Lam ng zou)                                                               | Хун Сюцюань (також продюсер)                  |
| 1995   | Степінь ризику                                | 1. High Risk 2. Meltdown (США) | 鼠胆龍威 (Shu dan long wei)                                                                                    | Кіт Лі                                        |
| 1995   | Таємний агент                                 | 1. My Father Is a Hero 2. The Enforcer 3. Letter to Daddy                                                                              | 給爸爸的信 (Gei ba ba de xin)                                                                                  | Кунг Вей                                      |
| 1996   | Король пригод                                 | 1. Adventure King 2. Dr. Wai in «The Scripture with No Words» 3. The Scripture With No Words                                           | 冒險王 (Mao xian wang)                                                                                         | Чоу Сі-Кіт                                    |
| 1996   | Чорна маска                                   | Black mask | 黑俠 (Hak hap)                                                                                                 | Цуй Чик / Чорна маска                         |
| 1997   | Одного разу в Китаї та Америці                | 1. Once Upon a Time in China and America 2. Once Upon a Time in China IV                                                               | 黃飛鴻之西域雄獅 (Wong Fei Hung VI: Sai Wik Hung See)                                                          | Вонг Фей Хун                                  |
| 1998   | Вбивця за контрактом                          | 1. The Hitman 2. The Contract Killer                                                                                                   | 殺手之王 (Sat sau ji wong)                                                                                     | Фу                                            |
| 1998   | Смертельна зброя 4                            | Lethal Weapon 4 | | Ва Синь Ку                                    |
| 2000   | Ромео повинен померти                         | Romeo Must Die | | Хан Синь                                      |
| 2001   | Протистояння                                  | The One | | Гейб Лоу/Габлиель Юлоу / Лоулесс              |
| 2001   | Поцілунок дракона                             | Kiss of the dragon | | Лю «Джонні» Дзян (також сценарист і продюсер) |
| 2002   | Герой                                         | Hero | 英雄 (Ying xiong)                                                                                              | Безіменний                                    |
| 2003   | Від колиски до могили                         | Cradle 2 the Grave | | Су                                            |
| 2005   | Денні - пес                                   | 1. Unleashed 2. Danny the Dog | | Денні (також продюсер)                        |
| 2006   | Безстрашний                                   | 1.Fearless 2. Legend of a Fighter (Гонконг)                                                                                            | 霍元甲 (Huo Yuanjia)                                                                                           | Хо Юаньцзя (також продюсер)                   |
| 2007   | Війна                                         | 1. War 2. Rogue Assassin 3. Rogue | | Вбивця Роуг                                   |
| 2007   | Полководці                                    | The Warlords | 投名狀 (Tóu míngzhuàng)                                                                                        | генерал Пан Цін'юнь                           |
| 2008   | Заборонене царство                            | The Forbidden Kingdom | | Король мавп / Мовчазний Монах                 |
| 2008   | Мумія: Гробниця імператора-дракона            | The Mummy: Tomb of the Dragon Emperor                                                                                                  | | Імператор Цінь Ши Хуан-ді                     |
| 2009   | Заснування республіки                         | 1. The Founding of a Republic 2. The Great Cause of China's Foundation 3. Founding of the Nation 4. Lofty Ambitions of Nation Building | 建國大業 (Jiànguó dà yè)                                                                                       | Чень Шаокуань                                 |
| 2010   | Рай океану                                    | Ocean Heaven | 海洋天堂 (Hǎiyáng tiāntáng)                                                                                    | Сем Вонг                                      |
| 2010   | Нестримні                                     | The Expendables | | Інь-Ян                                        |
| 2011   | Чарівник і Біла змія                          | The Sorcerer and the White Snake | 白蛇傳說之法海 (Báishé chuánshuō zhī fǎ hǎi, «Легенда про Білу Змію»)                                          | абат Фахай                                    |
| 2011   | Брама дракона                                 | Flying Swords of Dragon Gate | 龍門飛甲 (Lóngmén fēi jiǎ, «Політ через Ворота Дракона»)                                                       | Чжао Хуайань                                  |
| 2012   | Нестримні 2                                   | The Expendables 2 | | Інь-Ян                                        |
| 2013   | Жетони люті                                   | Badges of Fury The One Detective | 不二神探 (Bù èr shéntàn, «Ніде»)                                                                               | Хуан Фейхун                                   |
| 2014   | Нестримні 3                                   | The Expendables 3 | | Інь-Ян                                        |
| 2016   | Ліга Богів                                    | Feng Shen Bang 3D | 3D封神榜 (3D fēngshénbǎng, «Список богів у 3D")                                                                | Цзян Зія                                      |
| 2017   |                                               | Gong shou dao | 功守道 (Gōng shǒudào)                                                                                          | Старий слуга, короткометражний фільм          |
| 2020   | Мулан                                         | Mulan | Mulan | імператор Китаю                               |